# 4-己基间苯二酚
4-己基间苯二酚（英語：4-Hexylresorcinol，也称作己雷琐辛或4-己基-1,3-苯二酚）是一种烷基间苯二酚类化合物，常用作驱肠虫剂、消毒藥和局部麻醉药。